# Alan Cox (skådespelare)
Alan Cox, född 6 augusti 1970 i London, är en brittisk skådespelare. Han är son till skådespelaren Brian Cox och Caroline Burt.

## Filmografi, (i urval)
- 2011 – The Speed of Thought
- 2011 – Act Naturally
- 2010 – The Nutcracker in 3D
- 2009 – Margaret
- 2008 – August
- 2006 – Housewife, 49
- 2004 – Not Only But Always
- 2004 – Lavendelflickorna
- 2003 – Justice
- 2000 – Weight
- 1999 – The Auteur Theory
- 1997 – Mrs Dalloway
- 1985 – Tempelmysteriet
- 1981 – If You Go Down in the Woods Today
- 1976 – A Divorce